# خلية خلالية

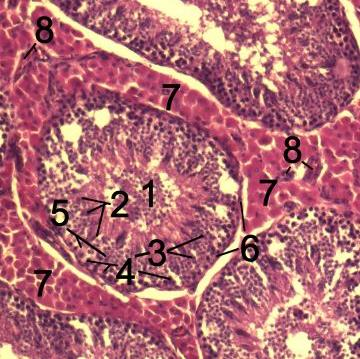
انه خليه حمراء تحتري علو هطوط صفراء

الخلية الخلالية (بالإنجليزية: Interstitial cell)‏ هي أي خلية توجد بين خلايا أخرى.

## الأمثلة
- خلية كاخال الخلالية
- خلايا لايديغ البينية
- جزء من سدى المبيض
- خلايا معينة في الغدة الصنوبرية
- خلايا الكلية الخلالية[1]
- الخلايا الدبقية